# L'ultimo omicidio
L'ultimo omicidio (Once a Thief) è un film del 1965 diretto da Ralph Nelson.

## Trama
L'agente di polizia Mike Vido viene chiamato su una scena del crimine a Chinatown, un quartiere di San Francisco. Durante una rapina, è stato colpito un negoziante. Sulla base della descrizione di un testimone e delle tracce trovate, Vido sospetta del crimine l'ex detenuto Eddie. Vido fa arrestare Eddie, che ora conduce una vita normale con sua moglie Kristine e sua figlia Kathy. Dopo il confronto con il testimone oculare, però, il poliziotto deve rilasciare il sospettato, ma Eddie perde il lavoro di camionista e si mette così nei guai finanziari.
Eddie non ha idea che il suo losco fratello Walter sia coinvolto nel crimine. Insieme ai suoi complici Sargatanas e Schönstein, progetta di rapinare l'ex datore di lavoro di Eddie. Per salvare Kristine dal lavoro come barista, Eddie accetta con riluttanza di partecipare ad una rapina. La rapina va a segno e la banda riesce a fuggire. Eddie e Walter nascondono il bottino in un camion. Sargatanas e Schönstein, tuttavia, vogliono imbrogliare i due fratelli e tenersi il bottino. Per costringere Eddie a consegnare il bottino, i gangster uccidono Walter e rapiscono Kathy. Preoccupato, Eddie informa l'ispettore Vido del rapimento e accetta di confessare in cambio del salvataggio di sua figlia.
Durante il passaggio di consegne, dopo il rilascio di Kathy si verifica una sparatoria, nel corso della quale Sargatanas spara a Schönstein e Vido ed Eddie vengono feriti. Dopo un duello con Sargatanas, Eddie riesce a uccidere il gangster, ma viene colpito dal sospettoso partner di Vido.

## Produzione
La storia si basava sulle esperienze personali dello sceneggiatore Zekial Marko. Once a Thief è basato sul romanzo di Marko Scratch a Thief e questa è stata la sua prima sceneggiatura. Marko ha avuto un piccolo ruolo nel film e ha trascorso del tempo in prigione con accuse penali durante le riprese.